# Міжнародна комісія з наукових досліджень Середземного моря
Міжнародна комісія з наукових досліджень Середземного моря або Середземноморська наукова комісія, СНК (англ. Mediterranean Science Commission, CIESM) — міжурядова організація, що займається науковими дослідженнями Середземного моря і його прибережних районів.

## Історія створення
1908р. — у Женеві проходить 9-й конгрес Міжнародного географічного союзу, де італійським професором Вінчігерра висувається пропозиція щодо сприяння океанографічній розвідці Середземного моря. Для цієї мети Конгрес доручив Виконавчій раді створити основу для утворення майбутньої Середземноморської наукової комісії.
30 березня 1910р. — в Монако вперше проводить своє засідання спеціальний комітет, під головуванням князя Альберта I. Засідання проходило в новому Музеї океанографії.
1914р. — Проходить перше пленарне засідання установчих зборів, за участю представників від держав, що межують з Середземним і Чорним морем. Через війну Іспанія участі в засіданні не брала.
1919р. — у Мадриді відкривається засідання новоствореної Середземноморської наукової комісії в повному складі, включно з королем Іспанії Альфонсом XIII. Принц Монако Альберт I став Президентом Комісії та вів робочі сесії протягом наступних днів. Конференція проводилась за участю делегатів від семи країн-засновників Комісії: Єгипту, Франції, Греції, Італії, Монако, Іспанії та Тунісу спільно зі спостерігачами з Туреччини.
1920р. — СНК утворила 5 наукових комітетів з фізики моря, хімії, метеорології, загальної біології, прикладної біології (з рибальства). Серед найперших рекомендацій Комісії для її держав-членів було створення морських станцій, систематичне вивчення середземноморських проток, підготовка батиметричних карт і дослідження з біогеографії корисних видів. Ці рекомендації сприяли створенню морських станцій в Алжирі (1921), Кастільоне (1921) і Саламбо (1924).

## Роль і функції
Роль Міжнародної комісії з наукових досліджень Середземного моря унікальна, тому що це єдина організація, що спеціалізується на наукових дослідженнях у Середземному морі. СНК є одночасно нейтральним і авторитетним органом. Комісія надає незалежні рекомендації з різних питань, орієнтованих на динаміку, процеси, біорізноманіття, забруднення і заходи щодо захисту унікальної екосистеми Середземномор'я.
Через інформаційні контакти між науковцями і організаціями, які беруть участь в роботі Комісії, можна швидко виявити екологічні зміни і зповістити національні уряди і організації, що мають повноваження щодо прийняття необхідних заходів.
Середземноморська наукова комісія виконує такі функції:
≈ проводить науково-дослідні семінари та реалізує спільні програми із залученням інших організацій, що займаються вивченням морського середовища
≈ допомагає морським дослідникам обмінюватися інформацією
≈ публікує монографії, атласи біорізноманіття, цифрові карти з високою роздільною здатністю морського дна, звіти про проведені дослідження
≈ надає консультації з питань, пов'язаних з морськими екосистемами Середземного моря
≈ розробляє стандарти, що охоплює наукову діяльність на Середземному і Чорному морі

## Діяльність
Сфера діяльність СНК, в даний час, охоплює більшу частину Середземного моря, а також значну частину узбережжя Чорного моря.
Деякі програми досліджень Комісії:
- Гідрозміни
- Спостереження за медузами
- Програма «МедГЛОСС»
- Програма «Тропічні сигнали»
- Програма моніторингу Середземноморських поверхневих вод

## Члени
Членами Міжнародної комісії з наукових досліджень Середземного моря є 23 держави: Туреччина, Іспанія, Італія, Ліван, Мальта, Монако, Марокко, Португалія, Греція, Україна, Швейцарія, Словенія, Алжир, Хорватія, Кіпр, Єгипет, Франція, Німеччина, Ізраїль, Сирія, Румунія, Росія, Туніс.